# Qenko
Qenko o Kenko è un sito archeologico nella Valle Sacra degli Incas in Perù situato nel distretto di Cusco a circa 6 km a nord-est di Cusco a 3580 metri di altitudine. È una delle più grandi huaca della regione di Cusco. Molte huaca erano basate su formazioni rocciose naturali. Si credeva che fosse un luogo dove avvenivano sacrifici e mummificazione.

## Origine del nome
Il nome originale di questo santuario non è noto, i conquistadores spagnoli gli diedero il nome di Q'inqu, una parola quechua che significa labirinto a causa della forma delle sue gallerie sotterranee e dei piccoli canali scavati nella roccia a forma di zig-zag.

## Descrizione
Questo tempio si trova su quello che oggi è conosciuto come collina Socorro e comprende un'area di poco più di 3.500 metri quadrati. Di particolare interesse sono il suo anfiteatro di forma semicircolare e le sue gallerie sotterranee.
È composto da due località: El Grande, che si trova ai piedi della strada che va da Sacsayhuamán a Písac, e El Chico, che si trova a 350 metri a ovest della prima, sul fianco della collina.

## Note

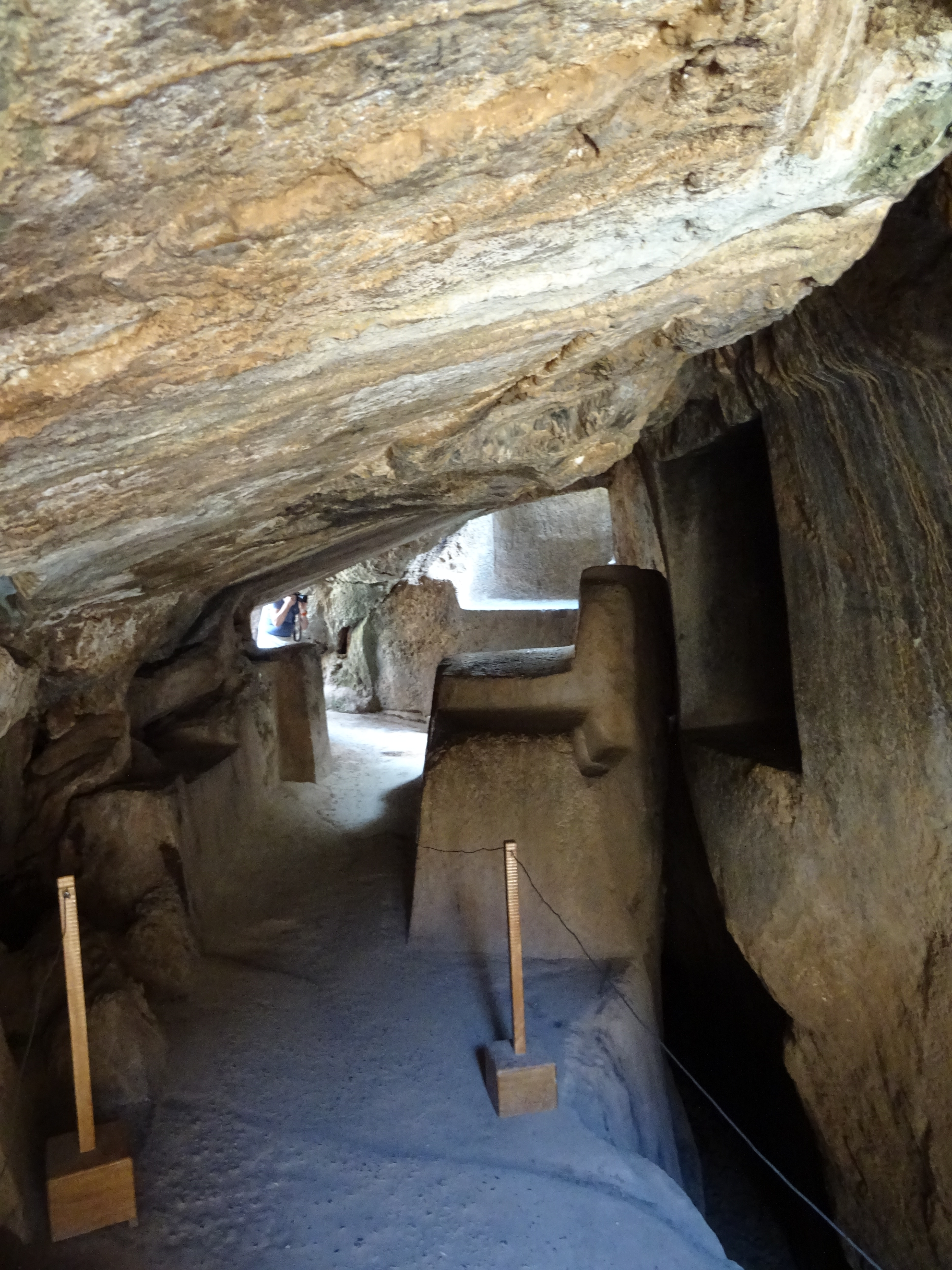
Nicchie e un blocco di pietra